# Dario Cavallito
Dario Cavallito (Torino, 21 febbraio 1942) è un ex calciatore italiano, di ruolo attaccante.

## Biografia
Era figlio del gestore del bar-ristorante dello Stadio Filadelfia di Torino. Dopo il ritiro si è stabilito definitivamente a Pescara.
Anche i figli Luca e Simone sono calciatori, avendo militato in diverse squadre abruzzesi.

## Caratteristiche tecniche
Giocava come ala, mezzapunta o centravanti. Considerato simile a Omar Sívori, era reputato un abile tiratore di punizioni.

## Carriera

La rosa della SPAL 1964-65, anno della promozione in Serie A, Cavallito è il primo accosciato da sinistra a fianco di Luigi Pasetti.

Cresce nelle giovanili della Juventus, agli ordini di Renato Cesarini. Con le giovanili bianconere vince il "Trofeo Caligaris" nel 1962, il Torneo di Viareggio nel 1961 e il Campionato De Martino nel 1960, nel quale subisce un serio infortunio al menisco dopo un contrasto con Sandro Salvadore. Gioca in diverse amichevoli, ma il suo esordio in una gara ufficiale con la prima squadra della Juve avviene nella vittoriosa gara per il terzo posto di Coppa Italia giocata contro il Torino il 29 giugno 1961 e nella medesima gara segna anche una rete. Passa poi in prestito al Como in Serie B per poi tornare a Torino e giocare un'altra gara di Coppa Italia il 9 settembre 1962. Torna di nuovo in Serie B con il Parma nel 1963 e l'anno successivo è sempre nella serie cadetta con la SPAL, conquistando con i biancazzurri la promozione in Serie A.
Passa poi al Monza sempre in Serie B e quindi al Pescara allenato dal suo ex compagno di squadra alla SPAL e alla Juve Sergio Cervato, in Serie C. Poi gioca nel Prato, nella Lucchese (con cui realizza 14 reti nel campionato di Serie C 1970-1971) e nel Viareggio, che lo acquista dai rivali rossoneri dopo un blitz di mercato al termine della sessione. Rimane al Viareggio per cinque stagioni, realizzando 44 reti che lo collocano ai primi posti tra i marcatori della società toscana. Chiude la carriera nell'Ivrea, con cui abbandona il calcio professionistico nel 1978.
In Serie B Cavallito ha giocato complessivamente 88 gare.

## Palmarès

### Club

#### Competizioni giovanili
- Campionato De Martino: 1

Juventus: 1959-1960
- Torneo di Viareggio: 1

Juventus: 1961